# Église Notre-Dame-de-l'Assomption de Villevieille
L'église Notre-Dame-de-l'Assomption est une église catholique située à Châteauneuf-Villevieille, en France.

## Localisation
L'église est située dans le département français des Alpes-Maritimes, sur la commune de Châteauneuf-Villevieille.

## Historique

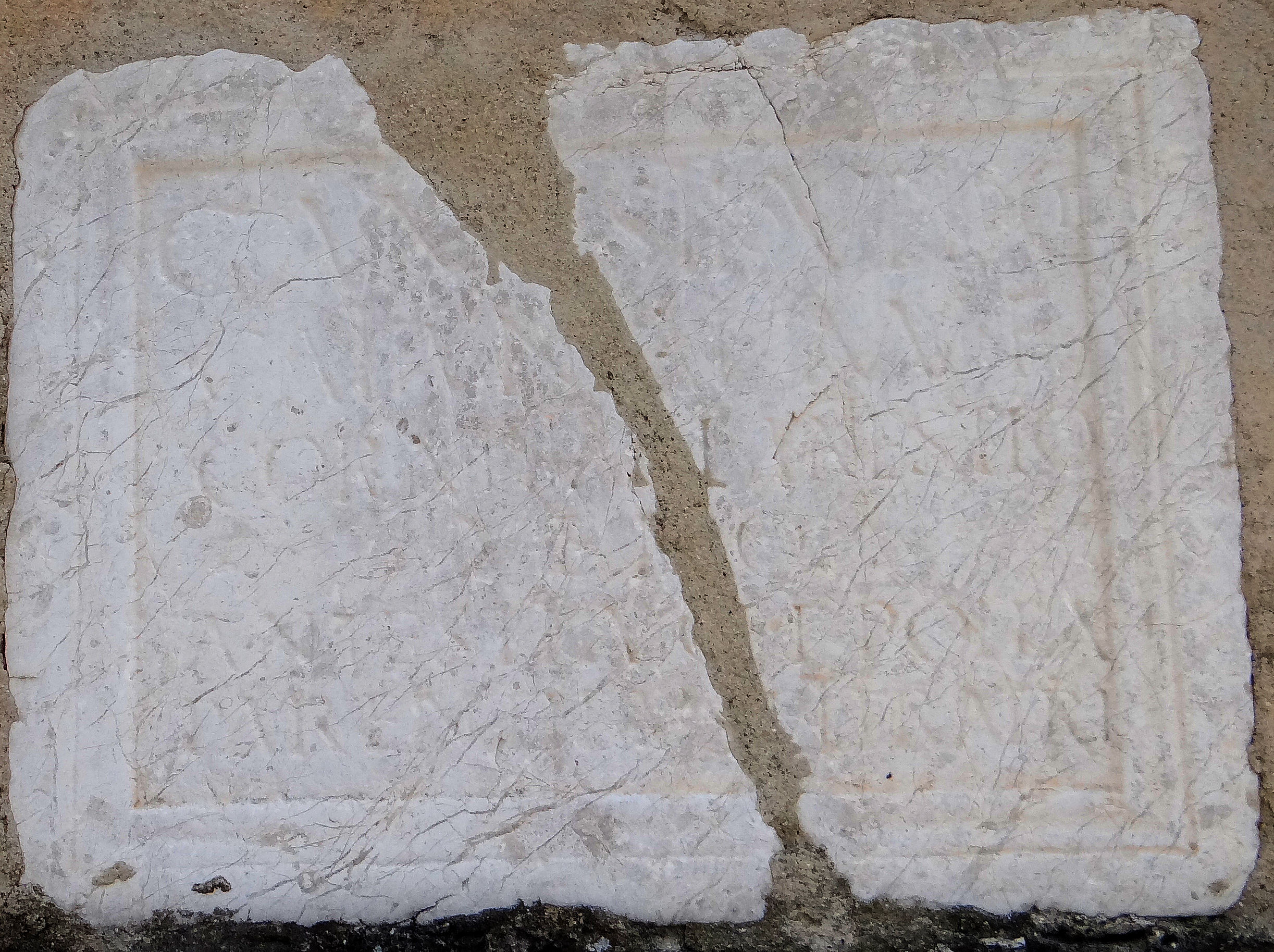
Inscription romaine placée sur le mur de l'église.

De nombreux vestiges gallo-romains sur le plateau de Villevieille montrent l'origine antique du site. À la suite des invasions, la population s'installe au sommet de la crête, auprès du château érigé pour résister. Le fief a été partagé jusqu'à quarante cinq coseigneurs.
Le plus ancien texte sur Châteauneuf remonte au 30 mai 1030. L'évêque de Nice Pons III donne le village de Châteauneuf avec deux hameaux à l'abbaye de Saint-Pons.
L'architecture de l'église peut être rapprochée de celle de Levens. La construction peut être datée du troisième quart du XIe siècle.

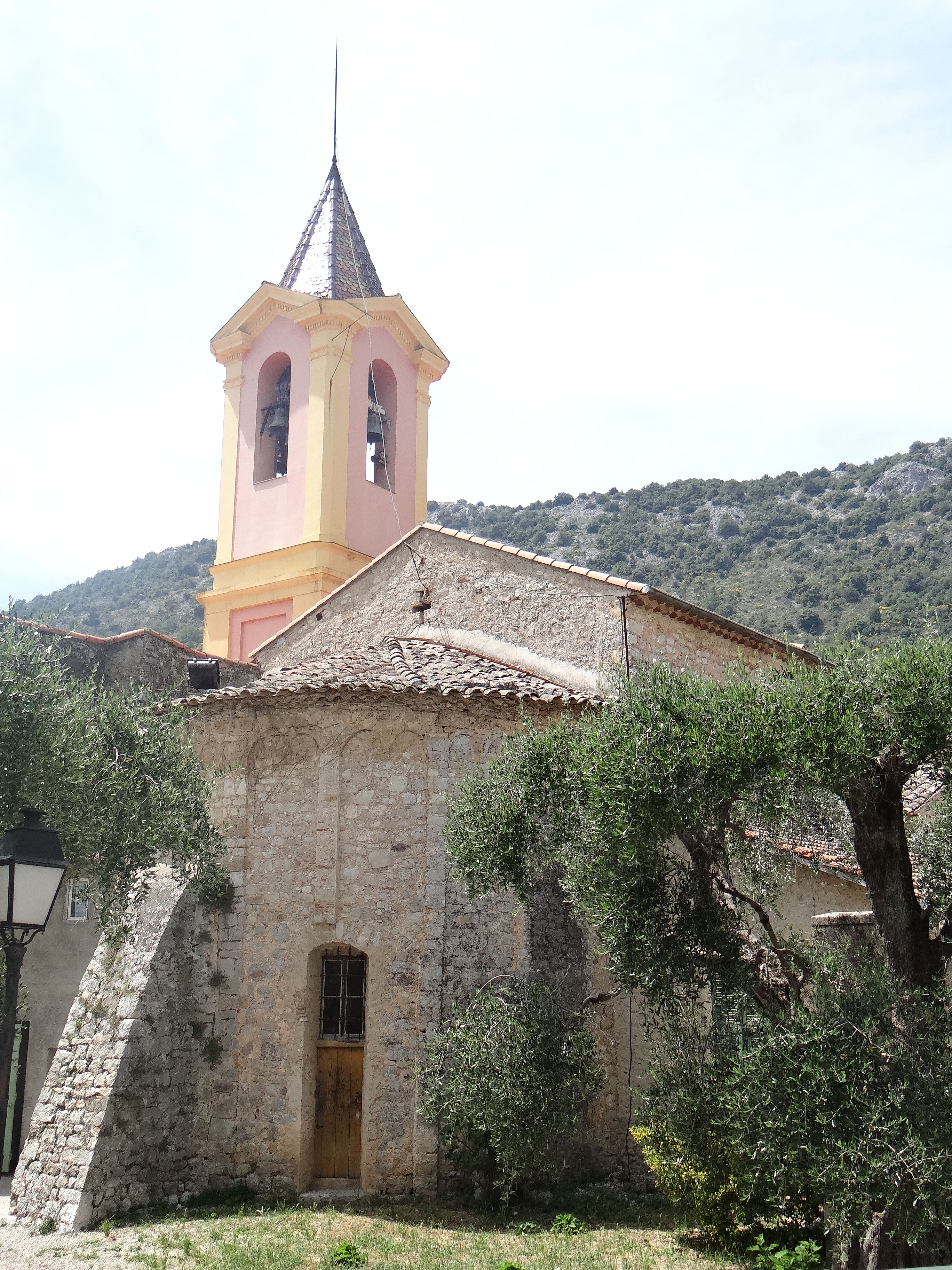
Le chevet roman de l'église et le clocher.

En 1109, les fils de Pierre Isnard donnent l'église de Villevieille au prévôt et aux chanoines de la cathédrale de Nice. Les chanoines ont dû céder l'église à l'évêque car elle est citée parmi les biens de l'évêque dans les bulles du pape Honorius II du 20 avril 1129, et du pape Innocent II du 29 mars 1136. En 1137, l'évêque Pierre cède l'église au chapitre.
Le 15 juin 1143, l'abbaye de Saint-Pons faisant valoir ses droits sur l'église, l'archevêque d'Embrun impose un accord entre l'évêque et ses chanoines avec le prieur de l'abbaye Saint-Pons. Dans la bulle du 5 avril 1144 du pape Lucius II, elle figure dans les biens de l'évêque. L'évêque la restitue aux chanoines en 1148. En 1156, nouvelles dissensions entre l'évêque Arnaud et les chanoines. En 1159, l'archevêque d'Embrun impose à l'évêque Arnaud d'en confirmer la possession au chapitre de la cathédrale.
En 1208, ce sont les moines de l'abbaye de Saint-Pons qui réclament l'église. En 1247, le pape Innocent IV confirme la possession de l'église par l'abbaye de Saint-Pons. Le chapitre s'oppose aux moines de Saint-Pons. L'évêque de Vintimille, délégué apostolique, est chargé de juger le procès entre le chapitre et l'abbaye. Il adjuge l'église aux chanoines. Elle est restée la propriété du chapitre jusqu'à la Révolution. 
Un bref du pape Innocent VIII unit l'église à la mense capitulaire le 1er janvier 1487.
L'église n'est plus paroissiale avant le XVIe siècle. L'église paroissiale était l'église Saint-Pierre-aux-Liens située à Châteauneuf. Les baptêmes se font à l'église Saint-Pierre-aux-Liens jusqu'en 1719, mais aussi à l'église e Villevieille.
Au milieu du XVIIe siècle, un texte signale que l'église « tombe en ruine de vestuté ». C'est donc dans la seconde moitié du XVIIe siècle que l'église est réparée.
En 1748, les habitants se réinstallent sur le plateau de Villevieille. En 1792, l'armée française détruit Châteauneuf.
L'évêque de Nice, Mgr Colonna d'Istria rétablit la paroisse Notre-Dame. Les fonts baptismaux de l'église Saint-Pierre-aux-Liens sont transportés à l'église Notre-Dame.
Après la visite pastorale du 15 juin 1836, l'évêque de Nice, Mgr Galvano, note que l'«église a grand besoin de beaucoup de réparations à sa voûte, aux murs latéraux, à son pavé, à la toiture…».
Un clocher est édifié en 1840, ainsi qu'une voûte bâtarde. Le long de la façade sud sont construits le presbytère et la mairie, en 1849. En 1879, la foudre tombe sur le clocher puis on perce une baie dans la façade. Une sacristie  est construite en 1886, côté nord.
Le tremblement de terre du 23 février 1887 nécessite de remanier les voûtes et la toiture. La toiture est entièrement restaurée en 1926.
L'édifice est classé au titre des monuments historiques le 3 février 1928.

## Mobilier
La base Palissy donne la liste du mobilier inscrit au titre d'objets.